# ブラック・ナイツ (シンガポール空軍)
ブラック・ナイツ（英:Black Knights）は、シンガポール空軍の公式ディスプレイチームである。本記事では、ブラック・ナイツの元となった別名チームも併せて記述する。

## 概要
ブラック・ナイツは、シンガポール国内で開催される国家の記念式典や航空ショーといった行事に合わせて編成と解散を繰り返すチームであり、基本的には4年に一度のペースで活動している。操縦士は各飛行隊からの選抜によるパートタイム・オフィサーである。
2015年現在、チームはF-16C Block 52を使用しているが、シンガポールが導入した合計62機のF-16C/Dのうち24機が常時アメリカ本土で訓練に供されているためシンガポール本土で使える機材は限られており、その中から展示飛行用の機材を複数機捻出するのは戦力維持の大きな負担となる。そのためチームが使用する機材はレーダーや機関砲を残したまま塗装だけを展示飛行用に変え、増槽を改造した外付けのスモークシステムを装備した作戦機である。行事が終わると塗装を元のグレイ系迷彩に戻され、操縦士や地上要員も原隊へ復帰する。また、サポート用の複座機は無い。これらは、同じF-16Cを使用しながら展示飛行の専任飛行隊となっているアメリカ空軍のサンダーバーズとは異なる点である。
チームが6機態勢となった1990年以降、演技は4機のフォーメーションと2機のソロを基本としているが、シーズンによってはソロ機のみとなることもある。

## 歴史
ブラック・ナイツは1973年、シンガポール防空軍団（Singapore Air Defence Command、SADC）の時代に第140飛行隊のハンター FGA. 74戦闘攻撃機で編成されたチーム オスプレイ・レッズ"Osprey Reds"を始まりとする。オスプレイ・レッズのチーム名は、第140飛行隊が配置されたテンガー航空基地のコールサインに由来する。このチームは1974年に再編成されてブラック・ナイツへと名を改めたが、ブラック・ナイツのチーム名は、テンガー航空基地のエンブレム「チェスの駒のナイト」に由来する。チーム初の公式展示飛行は、1976年6月7日にチャンギ航空基地で開催されたRSAF DAYで、この時は4機で展示飛行を行った。ハンターで編成されたブラック・ナイツは、1983年まで解散と再編成を繰り返しながら活動した。
1981年、ブラック・ナイツとは別のチーム フライング・タイガース"Flying Tigers"が5機のF-5E戦闘機により編成された。フライング・タイガースは、ハンターのブラック・ナイツが最後の展示飛行を行った際に彼らと共演した。ハンターのブラック・ナイツが解散した後に、フライング・タイガースはブラック・ナイツへと名を改めた。
1990年、ブラック・ナイツは6機のA-4SU攻撃機により再編成された。機体の塗装は赤と白を基本色とし、機体下面の一部と垂直安定板に描かれた「チェスの駒のナイト」が黒で塗られた。
1999年、ブラック・ナイツは4機のA-4SU攻撃機と2機のF-16A戦闘機により再編成された。また機体の塗装が一部変更され、黒で塗られていた部分が白もしくは灰色に置き換わった。チームは2000年2月22日から27日にかけてチャンギ航空基地で開催されたAsian Aerospace Exhibitionで展示飛行を行った。
2007年秋、ブラック・ナイツは6機のF-16C戦闘機により再編成された。チームは2008年2月19日に開催されたSingapore Aerospace Exhibitionで初の展示飛行を行い、同年4月24日にはバンコクで開催された航空ショーにも出場した。
2013年7月、ブラック・ナイツは翌年に控えたシンガポール航空ショーのため、6機+予備2機のF-16C戦闘機により再編成された。機体の塗装は同年7月26日に公表されたシンガポールの国旗をモチーフとしたものに改められ、使用色は赤と白のみとなった。チームは2014年2月11日から16日にかけて開催されたシンガポール航空ショーをはじめとする各航空ショーや、2015年8月9日に開催されたシンガポール建国50周年記念パレードに出場した。
2017年1月1日現在、2017年から2018年にかけてのブラック・ナイツの活動予定は公表されていない。

## 画像集

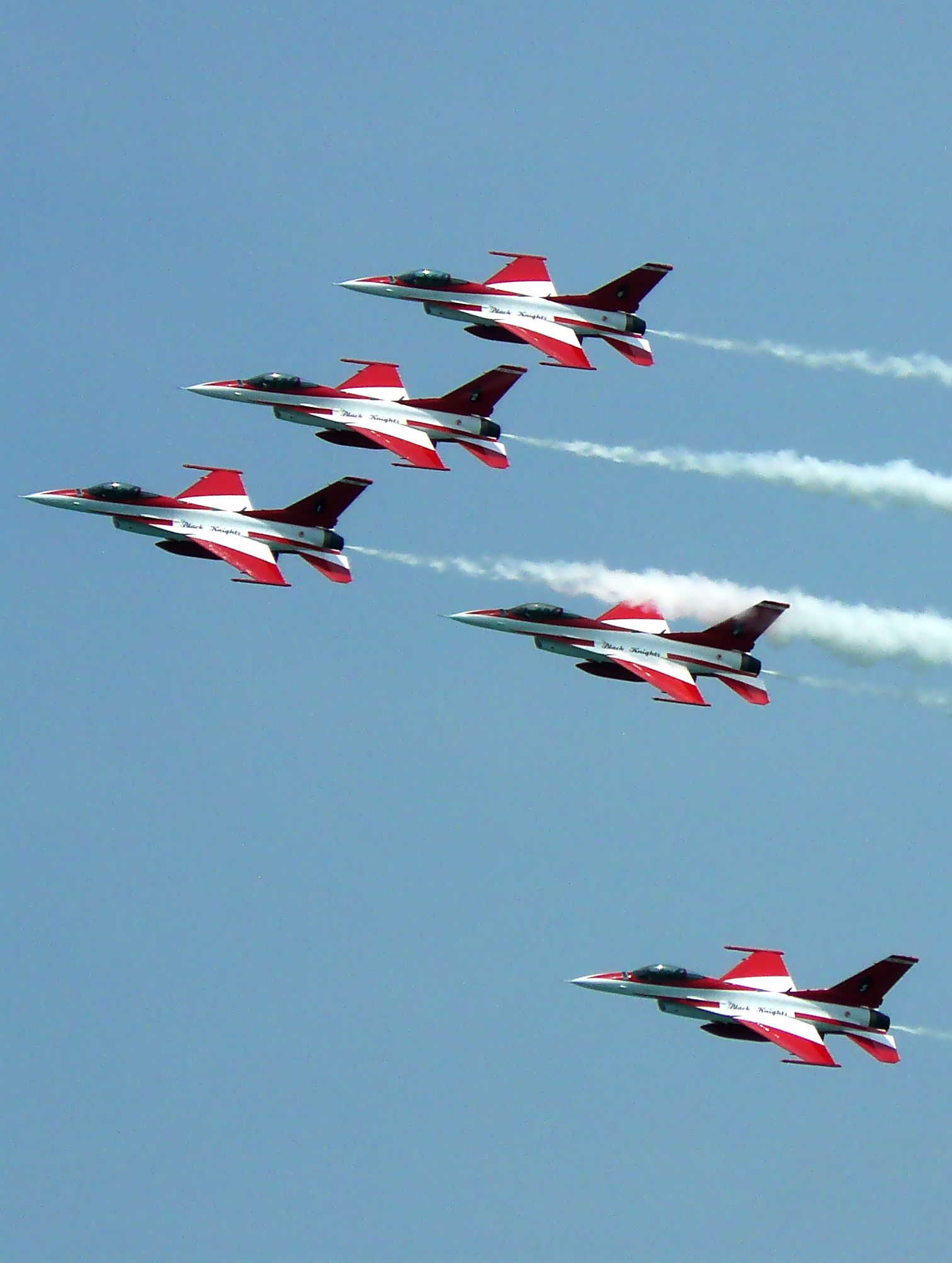
2008年2月、シンガポール航空ショーのブラック・ナイツ。塗装はリニューアル前のもの。
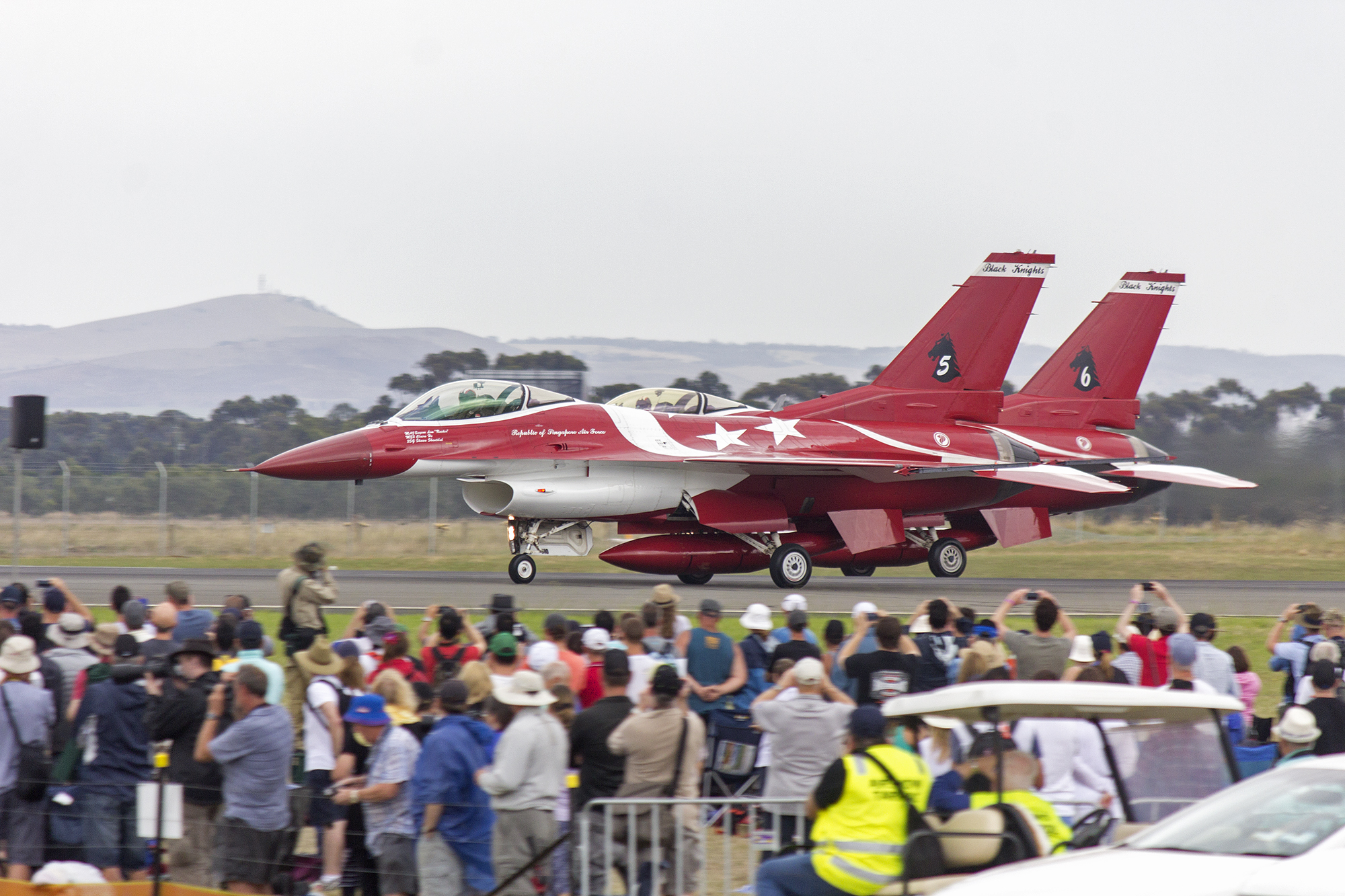
2015年2月、オーストラリア航空ショーのブラック・ナイツ5番機と同6番機